# Ctenosia inornata
Ctenosia inornata là một loài bướm đêm thuộc phân họ Arctiinae, họ Erebidae.